# Ким Гон Хи (шорт-трекистка)
Ким Гён Хи (кор. 김건희, (англ. Kim Geon Hee р. 9 августа 2000 года в Пусане) — южнокорейская шорт-трекистка, чемпионка мира 2019 года.

## Биография
Ким Гён Хи начала кататься на коньках в возрасте 7 лет, когда ходила в детсад на занятия, а в 8 лет серьёзно занялась шорт-треком в первом классе начальной школы Чонхён. В октябре 2009 года на национальных соревнованиях она установила два новых рекорда. Также в 6-м классе средней школы Мандок выиграла две золотые медали в женской команде на Зимних национальных играх 2013 года и выиграла золотую медаль в беге на 1500 метров на Зимних играх 2014 года.
Ким Гён Хи впервые выступила на международном уровне в 16 лет, в ноября 2016 года на Кубке мира в канадском Калгари, и заняла на двух дис танциях 500 м — 19-е и 32-е места, но уже в декабре на этапе в южнокорейском Канныне на 1000 м была 5-й, на 1500 м — 6-й. В феврале 2017 года на зимних Азиатских играх Саппоро в составе эстафетной команды участвовала в полуфинальном забеге и помогла выиграть золотую медаль. а также была первой в эстафете на четырёх этапах кубка мира того года.
Она не прошла отбор на Олимпиаду 2018 года и смотрела на своих подруг в Пхёнчхане из зала, мотивируя себя к Олимпиаде в Пекине 2022 года. В декабре 2018 Ким выиграла дистанцию 1500 м на кубке мира в Алматы, а также была второй в смешанной и классической эстафетах. В марте 2019 года на чемпионате мира в Софии выиграла с командой эстафету и стала впервые чемпионкой мира, В 2020 году на юниорском чемпионате мира в Бормио Ким стала чемпионкой мира на дистанции 1500 м. В марте 2020 года из-за пандемии коронавируса все соревнования были отменены до неопределённого времени.